# Mílkovo
Mílkovo (en rus Мильково) és un poble del krai de Kamtxatka, a Rússia. El 2021 tenia 7.352 habitants.

## Geografia
Milkovo és a la part alta del riu Kamtxatka, a uns 300 km al Nord de Petropavlovsk-Kamchatsky; ciutat amb la que comunica per una important carretera regional (la Р474).

## Història
Esmentada per primera vegada als diaris de Stepan Krasheninnikov en 1743.

## Clima
- Mitjana anual de temperatura: -2,7 °C
- Mitjana humitat relativa 81.3%
- Velocitat mitjana del vent és de 4,3 m/s

El clima de Milkovo té característiques continentals, ja que es troba a una vall envoltada de muntanyes, i no té la mateixa influència de l'oceà com si fos a la costa. A l'estiu la temperatura pot pujar fins als 30 graus i a l'hivern la temperatura pot assolir els -40 graus.
| Mitjana diària de temperatura a Milkove segons la NASA | Mitjana diària de temperatura a Milkove segons la NASA | Mitjana diària de temperatura a Milkove segons la NASA | Mitjana diària de temperatura a Milkove segons la NASA | Mitjana diària de temperatura a Milkove segons la NASA | Mitjana diària de temperatura a Milkove segons la NASA | Mitjana diària de temperatura a Milkove segons la NASA | Mitjana diària de temperatura a Milkove segons la NASA | Mitjana diària de temperatura a Milkove segons la NASA | Mitjana diària de temperatura a Milkove segons la NASA | Mitjana diària de temperatura a Milkove segons la NASA | Mitjana diària de temperatura a Milkove segons la NASA | Mitjana diària de temperatura a Milkove segons la NASA |
| Gen                                                    | Feb                                                    | Mar                                                    | Abr                                                    | Maig                                                   | Juny                                                   | Juliol                                                 | Agost                                                  | Set                                                    | Oct                                                    | Noè                                                    | Feb                                                    | Any                                                    |
| 16,5 °C                                                | -15,3 °C                                               | -11,9 °C                                               | -6,0 °C                                                | -0.3 °C                                                | 8,6 °C                                                 | 12,6 °C                                                | 11.3 °C                                                | 6.5 °C                                                 | 0,7 °C                                                 | -8,0 °C                                                | -14,7 °C                                               | -2,7 °C                                                |
| ------------------------------------------------------ | ------------------------------------------------------ | ------------------------------------------------------ | ------------------------------------------------------ | ------------------------------------------------------ | ------------------------------------------------------ | ------------------------------------------------------ | ------------------------------------------------------ | ------------------------------------------------------ | ------------------------------------------------------ | ------------------------------------------------------ | ------------------------------------------------------ | ------------------------------------------------------ |

## Economia
La seva economia es basa generalment en activitats forestals, indústria de la fusta i l'agricultura.

## Llocs d'interès
- Museu d'història de sota el cel obert "Cautelós mur" («Острожная стена»; C/Sant Naberezhnaya, 48)
- Centre ètnic i cultural de  Kamchadals (C/Victòria, 14)

## Ensenyament

### Educació infantil
- Escola "Topolek"
- Escola "Rucheek"
- Llar D'Infants "Svetlyachok"

### Educació secundària
- Mil'kovskoe 1
- Mil'kovskoe 2
- Escpola "Mil Otkrytaya smennaya Srednyaya"

### Altres
- Col·legi d'Agricultura de Kamtxatka

### Formació complementària
- Escola esportiva Detsko-Yunosheskaya
- El barri de la casa de la creativitat dels alumnes
- Escola Infantil de les Arts

## Cultura
A Milkovo hi ha una casa de cultura artística, a una vila anomenada "RDK" (que es troba a prop de la plaça de Lenin) i hi ha un Departament del Museu Regional de Kamtxatka.

## Esports
A Milkovo és hi ha escola amb tres pistes d'hoquei, l'estadi vàlida per a infants i joves d'esports de l'escola, tres pistes d'hoquei sobre (caixes), l'estadi "Строитель" (Constructor), i una escola d'esquí de base "Весёлая горка" (Bon turó).